# برايان أوكونور (لاعب كرة قاعدة)
برايان أوكونور (بالإنجليزية: Brian O'Connor)‏ هو لاعب كرة قاعدة أمريكي، ولد في 4 يناير 1977 في سينسيناتي في الولايات المتحدة.

## وصلات خارجية
- برايان أوكونور (لاعب كرة قاعدة) على موقعبيزبول رفرنس.كوم (الدوري الرئيسي) (الإنجليزية)
- برايان أوكونور (لاعب كرة قاعدة) على موقعبيزبول رفرنس.كوم (الدوري الثانوي) (الإنجليزية)